# Święta Anna Samotrzecia
Święta Anna Samotrzecia (również Samotrzeć) – w ikonografii chrześcijańskiej przedstawienie św. Anny z Matką Bożą i małym Jezusem, które stało się tematem wielu dzieł sztuki, m.in. takich jak:
- Święta Anna Samotrzecia – XIV-wieczny anonimowy obraz ze Strzegomia,
- Święta Anna Samotrzecia – rzeźby Wita Stwosza,
- Święta Anna Samotrzecia – obraz Leonarda da Vinci,
- Święta Anna Samotrzecia z Knurowa – rzeźba gotycka.